# Château-Chervix
Château-Chervix is een gemeente in het Franse departement Haute-Vienne (regio Nouvelle-Aquitaine) en telt 710 inwoners (1999). De plaats maakt deel uit van het arrondissement Limoges.

## Geografie
De oppervlakte van Château-Chervix bedraagt 50,1 km², de bevolkingsdichtheid is 14,2 inwoners per km².
De onderstaande kaart toont de ligging van Château-Chervix met de belangrijkste infrastructuur en aangrenzende gemeenten.

## Demografie
Onderstaande figuur toont het verloop van het inwonertal (bron: INSEE-tellingen).